# Vida Ociosa
Vida Ociosa é um romance do escritor brasileiro Godofredo Rangel, "pintura delicadíssima de uma atmosfera rural". Foi publicado em capítulos pela Revista do Brasil de maio de 1917 (N. 17) a janeiro de 1918 (N. 25) e, após muita insistência de Monteiro Lobato na sua correspondência com o autor, em livro em 1920 pela editora Revista do Brasil, da Monteiro Lobato & Cia Editores. Em 1954 foi reeditado pela Editora Melhoramentos. Em 2000 uma nova edição foi publicada pela Casa de Rui Barbosa e Casa da Palavra, e com a entrada da obra do autor em domínio público, em 2022 os quatro romances do autor foram republicados em dois volumes pelo Tribunal de Justiça do Estado de Minas Gerais, Associação dos Magistrados Mineiros (Amagis) e Academia Mineira de Letras (AML), Vida Ociosa figurando no volume 1 junto com A Filha.

## Sumário
O narrador da história, o bacharel e juiz Dr. Félix, quando cansado da rotina forense, costuma visitar a Fazenda do Córrego Fundo, onde vivem o casal de velhos Próspero e siá Marciana e seu filho Américo. Causos de pescarias e caçadas, narradas pelo velho de “ar ancestral e barba longa”, constituem “histórias dentro da história”. Américo dá aulas particulares para José, um negrinho educado, ar sério, “que sabe ser negro ‘só nas cor’”, e no final do romance será recompensado com o cargo de professor numa escola rural criada para ele. Na fazenda, o narrador, que tem uma visão pessimista do ser humano (“o homem é um animal perverso. Somos parentes da pantera e do jaguar [...]”), desfruta as “maravilhas da vida rural” em meio à “pasmaceira soçobrante”. “Vive-se mais, na fazenda do Córrego Fundo, que no resto do orbe. Invento mil modos de encher tempo e ainda há sobra para uma semana de farniente.” O autor utiliza um vocabulário rebuscado, com abundância de termos pouco usuais., e revela um extraordinário poder descritivo, como quando pinta os sons noturnos na mata:

Das margens empantanadas do rio sobe confusa vozearia de batráquios. Há o tantã dos tanoeiros, encambulhado com silvos, grulhos, coaxos, ladridos de matilha solta respondendo-se de ponta a ponta dos atascadeiros, regougos graves, espaçados — vozes de experiência e ponderação —, guinchos, grunhidos, timbres inomináveis, bufidos estranhos, onomatopeias bárbaras de todas as vozes animadas.

## Opiniões e críticas sobre o livro
Em carta de 1 de agosto de 1915, Monteiro Lobato, a quem Godofredo submetera os originais inéditos do livro, escreveu: “Acabo de ler a última parte de Vida ociosa e corro ao papel para que nada se perca do calor da primeira impressão. Confesso que as partes anteriores me deram a suspeita de que em vez de um romance com desenlace, a coisa te saísse simples crônica da vida roceira. Enganei-me. Parabéns! O capítulo do Sô Quim [intitulado “Crescite et multiplicamini”] está magnífico de observação e graça: é da gente rir como em Mark Twain. [...] O remate, a seca do cliente, a surpresa do anel e a criação da escola são uma obra-prima de beleza, emoção e arte. A publicação deste livro vai ser um acontecimento literário. [...] Você vale todos os romancistas da Academia de Letras.” Em carta de 3 de agosto de 1917, quando o romance vinha sendo publicado pela Revista do Brasil, escreveu Lobato: “Quero ter a glória de ser o primeiro a dizer que a Vida ociosa só pode figurar em nossas letras junto ao melhor de Machado.”
Em 30 de maio de 1921, o Correio da Manhã publicou na seção “Livros Novos” uma apreciação de Vidas ociosas, onde se lê: “O sr. Godofredo Rangel fez um belo passeio. Ele esteve, durante as horas de alguns dias, entre gentes simples, gozando, simplesmente, as volúpias silenciosas da contemplação. E, como o seu espírito é discreto e ama as meditações, os dias de recolhimento lhe foram de estranha e melancólica poesia. A Vida Ociosa é a história dessas horas plácidas, lentas, filosóficas..."
O crítico literário Antonio Candido escreve: "O que sobreleva é este ritmo, este compasso de vida sugerido pela modorra das fazendas decadentes, os trabalhos lentos da pesca e da tocaia, a invariável rotina dos dias iguais, a memória amável do passado."
Na Introdução à nova edição dos romances de Godofredo Rangel, escreve o Desembargador Gilson Soares Lemes: "O roteiro intelectual e afetivo de Godofredo Rangel o tornou imortal da Academia Mineira de Letras. Isso já se constitui motivo suficiente para uma (re)leitura de suas obras, que emocionam, sensibilizam e nos convidam a viver a Vida Ociosa, assim, como deve ser.